# Sfratto di Pitigliano
Le sfratto di Pitigliano est une pâtisserie juive traditionnelle, typique de la maremme de Grosseto, en particulier de la région de Pitigliano, à base de noix et de miel,.

## Histoire
Son nom provient de l'histoire de la communauté juive de Pitigliano qui se réfère à la coutume locale de frapper à la porte des Juifs avec un bâton, une coutume qui remonte au XVIIe siècle, lorsque le grand-duc de Toscane Cosme II de Médicis a publié un édit ordonnant aux Juifs des régions de Pitigliano, Sovana et Sorano de quitter leurs maisons et de s'installer dans le ghetto de Pitigliano.
Un siècle plus tard, les Juifs de Pitigliano ont créé ce gâteau pour commémorer l'événement, lorsque des messagers, frappant aux portes des Juifs, leur avaient ordonné de partir.

## Description
Le sfratto a une forme allongée, semblable à un bâton, et contient une garniture à base de miel, d'écorce d'orange, de noix, d'anis et de noix de muscade, qui lui confèrent un goût sucré et un arôme intense. Étant donné que ces ingrédients étaient également utilisés au cours des siècles précédents par les peuples autochtones, il est possible que le sfratto s'inspire d'une ancienne recette étrusque.